# Amancio Escapa Aparicio
Amancio Escapa Aparicio O.C.D. (Cistierna, León, España; 30 de marzo de 1938-Santo Domingo, República Dominicana; 5 de mayo de 2017) fue un obispo católico español, naturalizado dominicano y miembro de la Orden de los Carmelitas Descalzos. Fue obispo auxiliar de la arquidiócesis de Santo Domingo.

## Biografía
Nació en Cistierna, León, el 30 de marzo de 1938. Hijo de Daniel Escapa Puente y Pilar Aparicio Díez. 
Realizó sus estudios primarios en Cistierna y la educación secundaria de 1949 a 1953, en el Colegio Preparatorio de los Padres Carmelitas Descalzos de Medina del Campo, Valladolid.
Hizo su profesión de votos simples el 2 de agosto de 1954 en Segovia, y su profesión perpetua el 4 de abril de 1959 en Salamanca.
De 1959 a 1962, realizó un curso de profesorado en Toledo, en el Colegio Teológico de los Padres Carmelitas Descalzos de Salamanca.
Fue ordenado presbítero el 22 de abril de 1962 en la Catedral de Salamanca por Mons. Francisco Barbado Viejo.
Entre 1962 y 1963, hizo un curso de Pastoral en Pamplona. Luego, entre 1963 y 1964 fue profesor de Humanidades en Medina del Campo, Valladolid.
Llegó a Santo Domingo, República Dominicana el 7 de diciembre de 1965. Durante 25 años se desempeñó como profesor en el Colegio San Judas Tadeo. Otras funciones realizadas en la arquidiócesis de Santo Domingo fueron:
- Vicario parroquial de la parroquia San Judas Tadeo (1965-1969)
- Defensor del vínculo del Tribunal Eclesiástico de Primera Instancia (1968-1972)
- Párroco de San Judas Tadeo (1969-1984)
- Juez del Tribunal Eclesiástico de Primera Instancia (1972-2016)
- Viceasesor del Secretariado arquidiocesano del Movimiento de Cursillos de Cristiandad (1971-1986)
- Asesor del Secretariado arquidiocesano del Movimiento de Cursillos de Cristiandad (1986-2017)
- Asesor nacional del Movimiento de Cursillos de Cristiandad (1988-2017)
- Asesor-Fundador de la Unión Arquidiócesana de Movimientos Apostólicos (1984-1996)
- Capellán del Monasterio Santa Teresa de Jesús de las Carmelitas de Clausura (1985-1996)
- Vicario general de la arquidiócesis de Santo Domingo (1992-2016)
- Superior de la Comunidad de Padres Carmelitas Descalzos en Santo Domingo (1993-1996)

Fue naturalizado dominicano mediante el decreto 174/93 del Poder Ejecutivo, el 16 de junio de 1993, y tomó juramentación el 24 de junio de 1993.
El 31 de mayo de 1996, el papa Juan Pablo II lo nombró obispo titular de Cenae y Auxiliar de Santo Domingo, junto a Mons. Pablo Cedano Cedano. Fueron ordenados juntamente el 6 de julio de 1996 en la Catedral Primada de América por el cardenal Nicolás de Jesús López Rodríguez.
El 4 de julio de 2016, el papa Francisco le aceptó la renuncia por motivos de edad conforme al Derecho Canónico, al mismo tiempo que aceptó la renuncia del Cardenal López Rodríguez por el mismo motivo, nombrando arzobispo de Santo Domingo a Mons. Francisco Ozoria Acosta.
Falleció a la edad de 79 años, el 5 de mayo de 2017, en la ciudad de Santo Domingo, afectado por un cáncer de pulmón.